# Chainpur
Chainpur è una città di 5.141 abitanti (2001) del Nepal occidentale, capoluogo del distretto di Bajhang.
La città si trova sul versante settentrionale delle Mahabharat Lekh, lungo il corso del fiume Seti, a 1.311 m di altitudine. A circa 30 km in direzione sud si trova il parco nazionale di Khaptad.